# The Freezer Box
The Freezer Box è una raccolta dei lavori del gruppo musicale new wave italiano Frigidaire Tango, pubblicato nel 2006 dalla Alma Music.

## Il disco
La raccolta comprende tre cd: il primo LP della band, The Cock, integrato da due outtakes (Don't Kill Me e This Days '78); il secondo album Music for Us, realizzato prevalentemente fra il 1982 e il 1985, ma pubblicato solo nel 2006 come parte di questa raccolta; un terzo cd composto esclusivamente di pezzi live, per metà eseguiti durante il concerto al Bikini Club del 16 novembre 1985 a Barcellona e per metà in vari altri concerti tenuti in Italia.
In aggiunta ai dischi, c'è anche un libro di 50 pagine con la storia e le foto del gruppo e i testi della discografia.

## Tracce

### Disco 1:The Cock+outtakes
1. Dangerous Echo – 3:13
2. Any Time You Dress So Fine – 2:56
3. Blue & Pink – 5:30
4. Push – 1:49
5. A Citizen Came – 3:31
6. I'm Faster – 4:54
7. Black Curtains – 4:28
8. Nothing More – 1:50
9. Tell Me Sometimes – 2:14
10. Brain Rock – 2:51
11. Frigidaire Tango – 4:40
12. Don't Kill Time – 4:46
13. This Days '78 – 1:36

Durata totale: 44:18

### Disco 2:Music for Us
1. Presage – 2:52
2. Cold Furs – 3:43
3. Shout Yourself To Death – 5:34
4. Insecurity – 1:57
5. Dazed Life – 4:22
6. When Your Head Drop – 5:16
7. Take Over From Me – 7:13
8. Recall – 6:29
9. Vanity Fair – 4:02
10. Healthy – 1:37

Durata totale: 43:05

### Disco 3:Live In Barcelona: Bikini Club 16.11.85+Extra live songs
1. Presage – 3:15
2. Cold Furs – 3:53
3. Shout Yourself To Death – 5:58
4. Insecurity – 2:15
5. Dazed Life – 4:56
6. Russian Dolls – 8:55
7. Roxy – 4:53
8. The Cock (medley) – 6:30
9. Recall – 6:00
10. Vanity Fair – 6:15
11. Insecurity – 5:24 – (Virtuosity long version)
12. Russian Dolls – 16:22 – (Infinity reverse version)
13. Vanity Fair – 3:16

Durata totale: 77:52

## Formazione
- Charlie Cazale - voce
- J.M. Le Baptiste - batteria
- Steve Dal Col - chitarra
- Mark Brenda - tastiere
- Dave Nigger - basso
- Frank Tourak - tastiere